# Карткові гроші
Карткові гроші — паперові гроші, що друкувалися на простому папері або гральних картах і використовувалися як грошові кошти в деяких країнах і колоніях, включаючи Нідерландський Суринам, Нову Францію і Францію. Введення карткових грошей часто супроводжувалося зростанням інфляції.

## Дизайн і використання
Для можливості використання гральних карт як грошових коштів на них вимагалося вказати номінал, а також нанести друк, серійний номер і необхідні підписи . У Новій Франції застосовувалося тиснення геральдичної лілії і наносилися підписи інтенданта, губернатора і скарбника . У нідерландському Суринамі способи додання картковим грошей законної сили варіювалися від випуску до випуску 
Як правило, карткові гроші випускалися в екстрених випадках . Вони могли забезпечуватися іншої валютою (наприклад,  кредитним засобом обігу і платежу) або не забезпечують зовсім  .

## Застосування

### Нова Франція

#### Канада

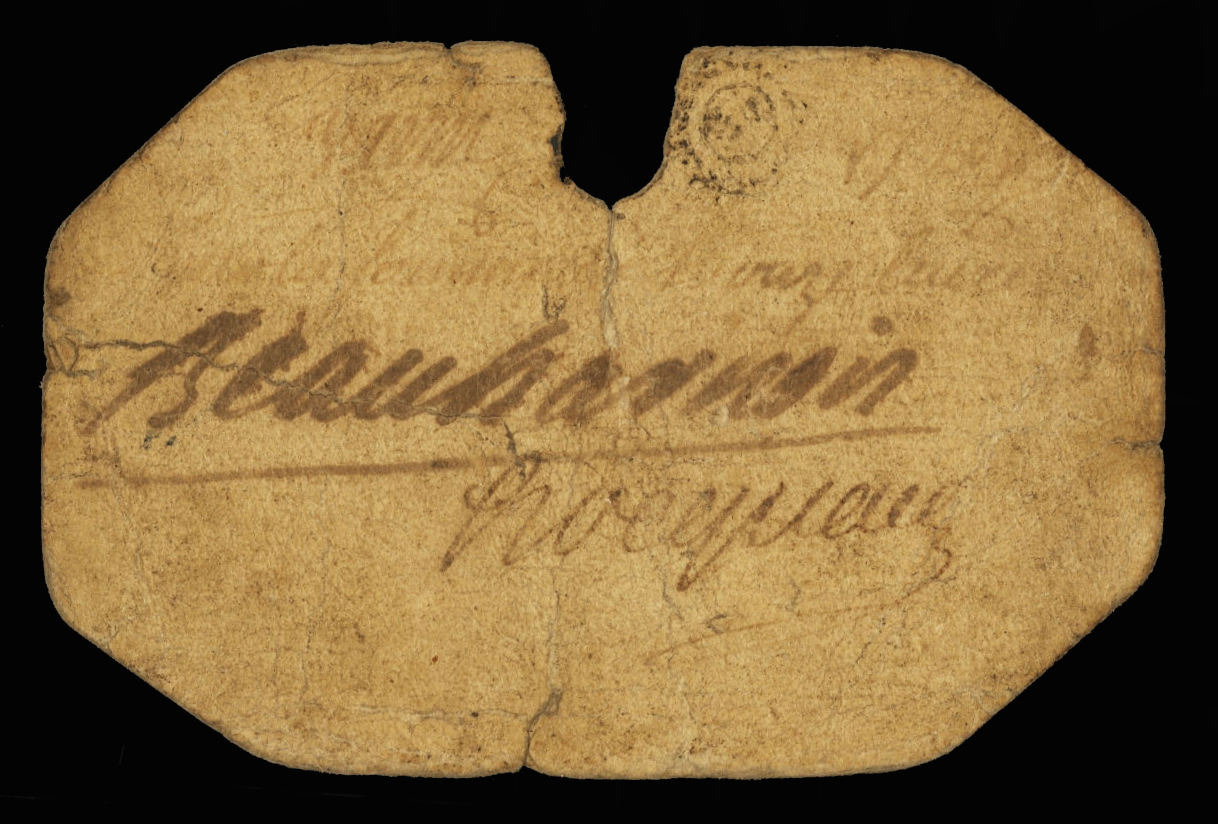
Карта номіналом в 12 ліврів, що використовувалась в Канаді (бл. 1735 року)

У ході експансії французьких колоній в Новій Франції (нині — Канада) в 17 столітті, валюта доставлялася з Франції. Коли колонії загрожувало банкрутство через високі витрати у зв'язку з війною проти ірокезів і погіршенням торгівлі , інтендант Жак де Мелль з дозволу короля Франції ввів в обіг карткові гроші, щоб платити забезпечення солдатам . Незабаром нововведення стало використовуватися і в комерції  , знизивши залежність колонії від інтерконтинентальний доставок монет, які могли бути загублені через погану погоди або нападу . Організувати місцеве виробництво монет не представлялося можливим через нестачу дорогоцінних металів , тому карткові гроші виявилися дуже до речі. За приблизними підрахунками в критичних грошах циркулювало близько двох мільйонів «ліврів» .
Через кілька років використання карткових грошей ускладнилося через діяльність фальшивомонетників, хоча за підробку передбачалися такі покарання як порка,  таврування, вигнання і навіть повішення  . Втім, фальшиві гроші лише поглибили вже існуючу проблему надмірного великого випуску карткових грошей, що призвело до високої інфляції. Спроби контролю інфляції не увінчалися успіхом, і до 1717 року карткові гроші були виведені з обігу , а в 1720 — оголошені не мають ніякої цінності .
Скасування карткових грошей призвела до стагнації економіки, так як не було циркуляції валюти, і в 1730 році уряд повернув карткові гроші, випустивши до 1733 близько 600 тисяч «ліврів». На відміну від попередніх емісій, ці гроші були надруковані не на гральних картах, а на простому папері. У 1763 році, після чергового стрибка інфляції, карткові гроші були остаточно виведені з обігу в колонії  .

#### Іллінойська земля
У 1740-х роках командування Форту де Шатр, що розташовувався на Іллінойській землі, стало виплачувати платню солдатам за допомогою карткових грошей. Гроші, які отримали назву «солдатського сальдо» (фр. Solde de Troupe) не забезпечує урядом Франції і могли використовуватися тільки для розрахунків зі складськими інтендантами. У 1763 році форт перейшов під контроль англійців, які за законом повинні були платити платню монетами , але, завдяки культурному і соціальному впливу французів, карткові гроші випускалися і циркулювали до середини десятиліття .

### Суринам

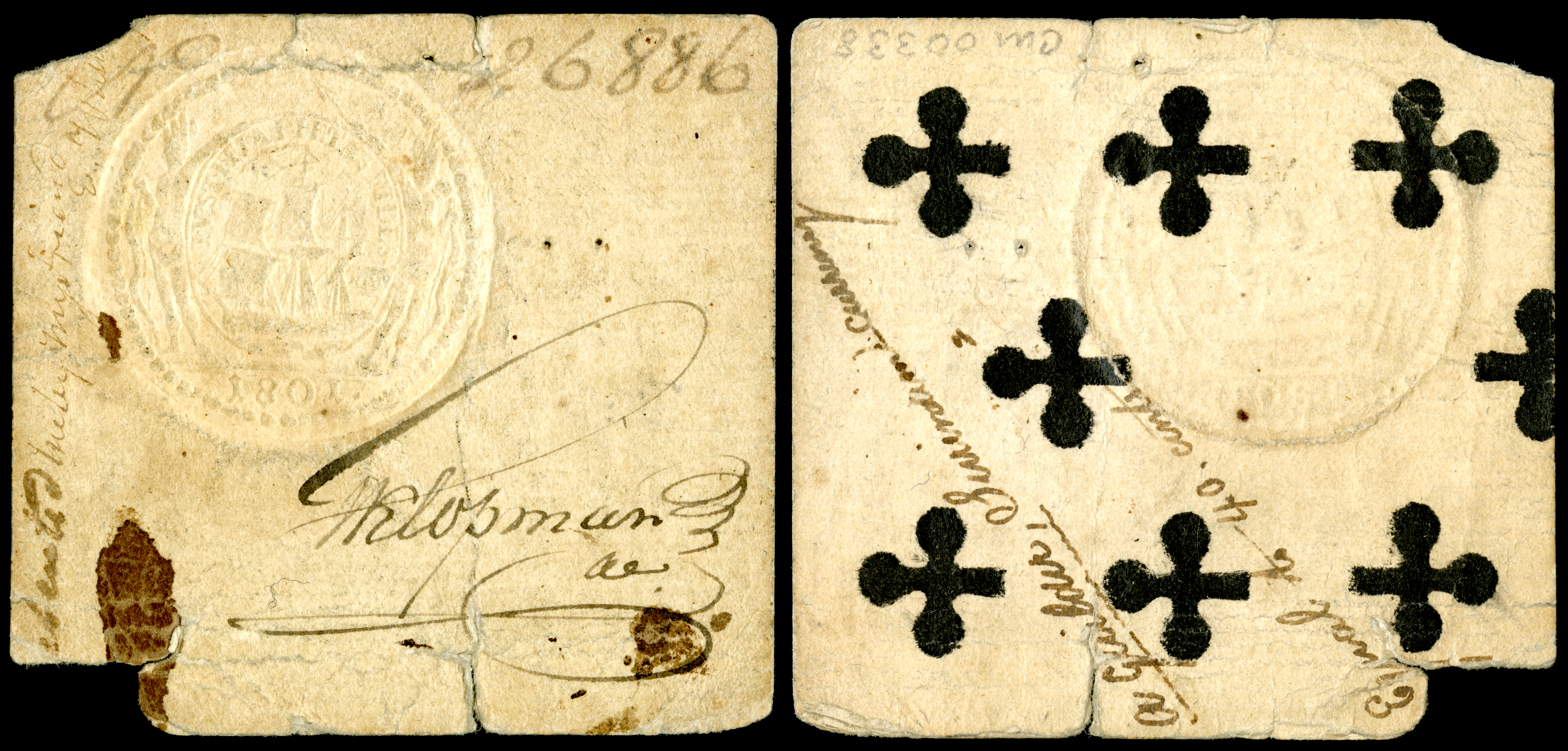
Аверс і реверс гральної карти еквівалентом в один нідерландський гульден, що використовувалися в нідерландському Суринамі (1801)

У 1761 року карткові гроші були введені в обіг в нідерландському Суринамі (нині — Суринам). Спочатку гроші мали круглу форму, нагадуючи монети, але потім було прийнято рішення робити їх прямокутними, щоб заощадити на вартості випуску, хоча ще якийсь час випускалися круглі і навіть шестикутні гроші  . Спочатку підкріплені кредитно-платіжними засобами Нідерландів, потім гроші стали випускатися без забезпечення  , що призвело до високої інфляції. Однак інфляція не привела до скасування карткових грошей на території Суринаму, і вони використовувалися аж до 1828 року. У 1826 році Нідерландський колоніальний уряд ввів офіційну паперову валюту , але формальна заборона на карткові гроші набла чинності тільки через два роки   .

### Франція

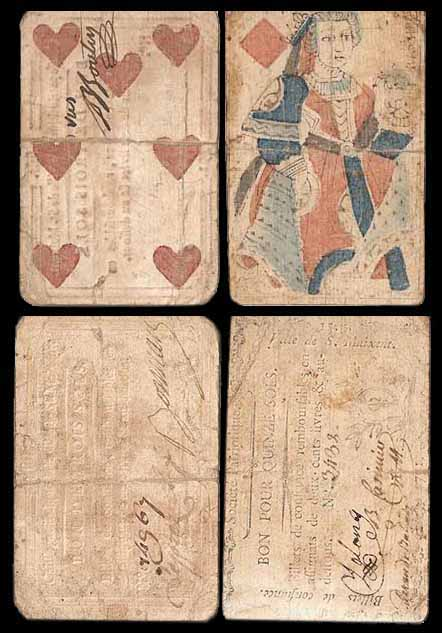
Два «довірчих квитка» часів Французької революції. Сімка чирвів (ліворуч) володіє номіналом три су, тоді як дама буб — 15 су

Під час Великої революції під  Франції набули широкого поширення «довірчі квитки» (фр. billets de confiance) — надруковані на щільному кольоровому папері засоби платежу, на яких часто були намальовані різні символи революції (наприклад фригійський ковпак або фасції). Також на «квитках» були патріотичні гасла, назва відповідальної за емісію комуни і підпис відповідальної особи . Між 1790 і 1793 роками французькі комуни випустили близько п'яти з половиною тисяч видів «довірчих квитків» .
«Довірчі квитки» не володіли гарантією, але могли бути обмінені на асигнації — різновид паперових грошей, випущених революційним урядом  . Однак у влади не було достатньо асигнацій, щоб викупити всі карткові гроші, і виник дефіцит бюджету . Активна підробка «квитків» змусила владу ускладнити дизайн , але ця міра була короткочасною. У 1792 році «довірчі квитки» перестали прийматися до оплати , а до середини 1793-го року випуск карткових грошей у Франції припинився повністю .